# Amstrad PC1512

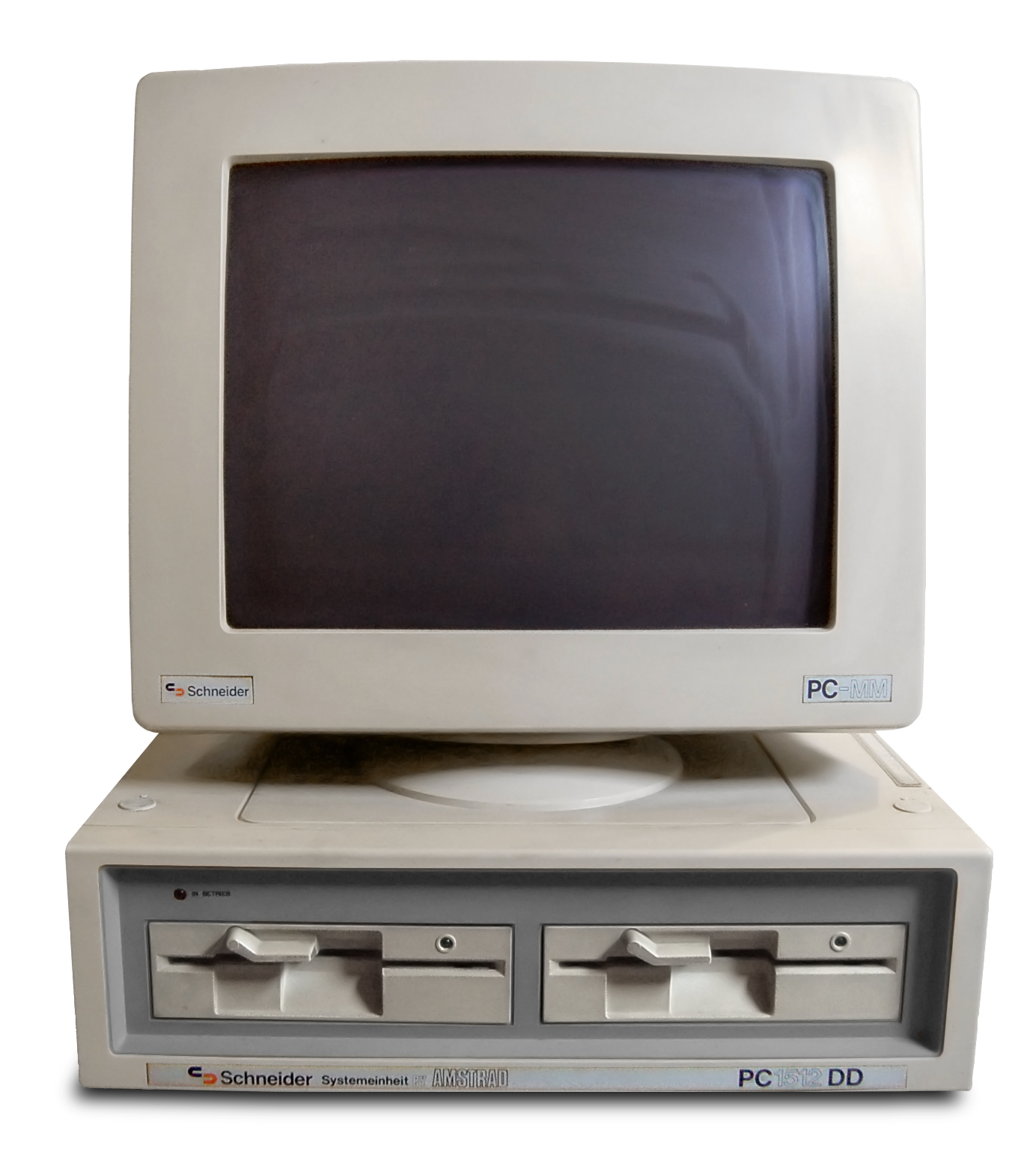
Amstrad PC-1512 DD

Werbesticker der „Schneider Computer Division“ aus den 1990ern

Der Amstrad PC1512 ist ein 1986 vorgestellter Personal Computer.
Er war damit einer der ersten in Europa privat genutzten IBM-PC-kompatiblen Computer.
Hersteller war die Firma Amstrad, im deutschsprachigen Raum wurde der PC – wie schon die vorherigen Amstrad-Computer – durch die Schneider Computer Division unter eigenem Namen vertrieben.
Der PC1512 verwendete einen Intel 8086 mit 8 MHz und wurde mit 512 KByte RAM ausgeliefert, konnte auf dem Motherboard aber auf 640 KByte RAM aufgerüstet werden.
Zusätzlich bestand die Möglichkeit, einen mathematischen Coprozessor Intel 8087 einzusetzen.
Eine weitere Möglichkeit der Aufrüstung bestand darin, die Intel 8086 CPU durch eine NEC V30 CPU zu ersetzen. Die Geschwindigkeit des BUS konnte allerdings nicht von den 8 MHz abweichen, so dass der NEC V30 auch maximal mit 8 MHz angesprochen wurde.

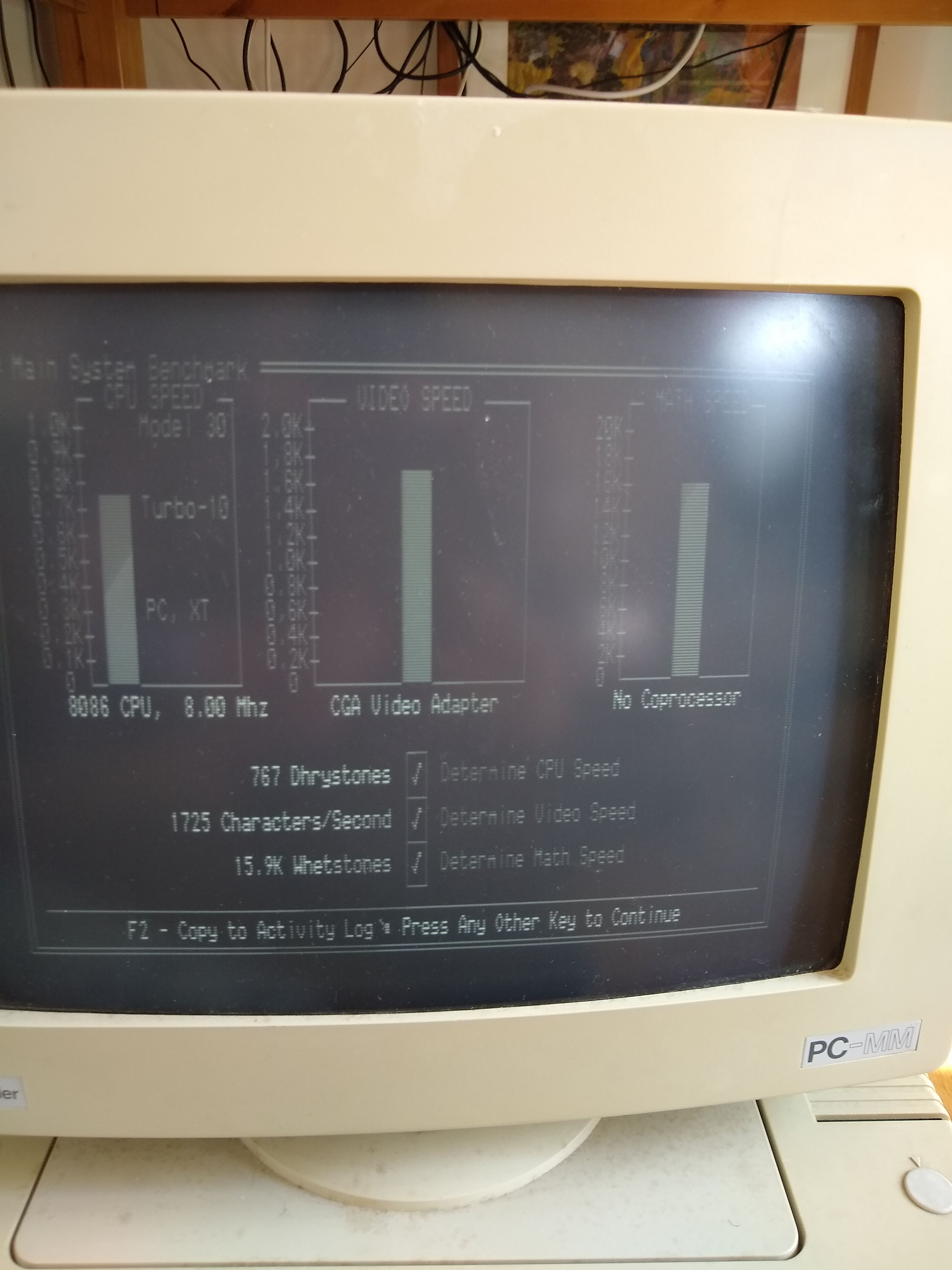
Leistungswerte eines Amstrad PC15212 im Auslieferungzustand, gemessen mit CheckIt

Ein PC1512 SD besaß ein, ein PC1512 DD zwei 360KB 5,25-Zoll-Diskettenlaufwerke. Außerdem wurde eine 20-MB-Festplatte angeboten.
Das lüfterlose Netzteil befand sich beim 1512 im Monitor.
Dadurch konnte der Monitor nicht durch handelsübliche Monitore ersetzt werden.
Ohne Lüfter verursachten lediglich die Laufwerke Geräusche.
Es gab die Wahl zwischen einem Schwarz-Weiß- und einem Farb-Monitor. Auf dem S/W-Monitor wurden die Farben als Graustufen angezeigt.
Der 1512 verfügte über einen CGA-Adapter mit einem zusätzlichen 640x200x16-Modus.
Erst sein Nachfolger PC1640 konnte neben CGA- auch HGC- und EGA-Grafik darstellen.
Neben dem CGA-Anschluss besaß das Motherboard eine parallele Centronics- und eine serielle RS-232-Schnittstelle. Die Tastatur wurde über einen 6-poligen DIN-Stecker angeschlossen; das verwendete Protokoll entsprach nicht dem XT-Standard. An der Tastatur befand sich auch der Anschluss für zwei Joysticks.
Dazu kamen eine Echtzeituhr (mit zugeordnetem Interrupt-Kanal 2) und ein 16-KB-BIOS (mit Basissegment 0xFC00), das die Konfiguration (Laufwerke, Schnittstellen, Coprozessor, Gameport sowie Speicher) automatisch erkannte, im Ausrüstungsinterrupt allerdings Bit 11 statt Bit 12 für einen Gameportadapter setzte. In der ersten Biosversion erfolgte in der Systemzeit mitternachts kein 24-Stundenüberlauf.
Eine Besonderheit des 1512 waren die mitgelieferten Betriebssysteme: Neben Microsofts MS-DOS lag dem PC auch das auf CP/M basierende DOS Plus von Digital Research sowie die vom Atari-ST-Heimcomputer bekannte grafische Benutzeroberfläche GEM (Graphical Environment Manager) bei.
Deswegen verfügte dieser Rechner bereits standardmäßig über eine 2-Tasten-Maus mit Anschluss auf der linken PC-Seite.
Als Puffer-Batterien für die BIOS-Einstellungen kamen vier handelsübliche AA-Batterien und nicht wie heute üblich Lithium-Batterien zum Einsatz.
Die Batterien befanden sich unter der Monitor-Aufnahme im PC-Gehäuse und konnten so leicht und ohne Werkzeug gewechselt werden.
Uhrzeit und BIOS-Einstellungen gingen bei ausgeschaltetem Rechner beim Batteriewechsel verloren.
Weitere Besonderheit war ein ohne Werkzeug zu öffnender Deckel über den Slots für drei Erweiterungen.
Eine Zusatzkarte (weitere Grafikkarte, COM-Anschlusskarte usw.) konnte daher eingebaut werden, ohne dafür den ganzen PC zu öffnen.
Allerdings war der Anschlag für das Befestigungsblech der Zusatzkarten zu tief.
Ein Schneider 1512 mit einem Diskettenlaufwerk und S/W-Monitor kostete 1986 knapp unter 2000 DM, Aufpreis für zweites Diskettenlaufwerk 500 DM, Aufpreis für Farb- statt S/W-Monitor 500 DM.